# نيدو أونيوكو
نيدو أونيوكو (بالإنجليزية: Nedu Onyeuku)‏ مواليد 5 نوفمبر 1983 في لاغوس - الوفاة 21 نوفمبر 2012، كان لاعب كرة سلة نيجيري. بدأ مسيرته الاحترافية في سنة 2006. بلغ طوله 6 قدم 3 بوصة (1.9 م). حقق المركز الثالث في بطولة أمم أفريقيا لكرة السلة 2011. اعتزل اللعب في 2010. لعب مع بايرن ميونخ لكرة السلة وسان أنطونيو ستارز.

## روابط خارجية
- نيدو أونيوكو على موقع الاتحاد الدولي لكرة السلة (الإنجليزية)
- نيدو أونيوكو على موقع كرة السلة الأوروبية.كوم (الإنجليزية)
- نيدو أونيوكو على موقع كلية كرة السلة في سبورتس رفرنس.كوم (الإنجليزية)
- نيدو أونيوكو على موقع ريلجم (الإنجليزية)
- نيدو أونيوكو على موقع بروبوليرز (الإنجليزية)